# Juan Carlos La Rosa
Juan Carlos La Rosa Llontop (ur. 3 marca 1980 w Tumán) – peruwiański piłkarz występujący na pozycji pomocnika. Zawodnik klubu Universitario de Deportes.

## Kariera klubowa
La Rosa karierę rozpoczynał w 1999 roku w zespole Juan Aurich. Jego barwy reprezentował przez 3 sezony. W 2003 roku trafił do drużyny Cienciano. W tym samym roku zdobył z nią Copa Sudamericana, w 2004 roku Recopa Sudamericana, a w 2005 roku wicemistrzostwo Peru.
W 2006 roku La Rosa odszedł do Alianzy Limai w tym samym roku zdobył z nią mistrzostwo Peru. Po tym sukcesie przeniósł się do zespołu Total Clean. Następnie grał w drużynach Sport Boys, Alianza Lima oraz Juan Aurich.
W 2011 roku La Rosa podpisał kontrakt z Universitario de Deportes. Zadebiutował tam 28 sierpnia 2011 roku w przegranym 0:1 meczu rozgrywek Primera División Peruana ze Sport Huancayo.

## Kariera reprezentacyjna
W reprezentacji Peru La Rosa zadebiutował w 2004 roku. W tym samym roku został powołany do kadry na turniej Copa América. Zagrał na nim tylko w meczu z Argentyną (0:1), a Peru odpadło z rozgrywek w ćwierćfinale.